# Battaglia di Heilbronn
La battaglia di Heilbronn venne combattuta tra il 4 e il 12 aprile 1945 nei pressi di Heilbronn in Germania, nell'ambito dei più vasti eventi dell'invasione alleata della Germania nella seconda guerra mondiale.
Dopo aver superato il Reno il VI Corps statunitense del generale Edward H. Brooks fu inviato verso sud-est in direzione della regione della Svevia per prendere alle spalle e intrappolare le truppe tedesche schierante nella zona della Foresta Nera. Alla ricerca di un punto di passaggio sul fiume Neckar, principale ostacolo geografico sul suo cammino, Brooks inviò la 100th Infantry Division a occupare la città industriale di Heilbronn, aspettandosi di incontrare poca resistenza; la città era stata invece scelta dalla 1. Armee tedesca come nuovo punto di resistenza dopo l'abbandono della linea del Reno, e molte delle residue unità da combattimento dell'armata erano state qui concentrate.
L'attacco della 100th Division alla città, iniziato il 4 aprile, degenerò in un violento combattimento urbano in mezzo a industrie e quartieri distrutti dai bombardamenti, con gli statunitensi bloccati per diversi giorni in alcune strette teste di ponte lungo il Neckar dai contrattacchi dei tedeschi. Solo dopo molti sforzi gli statunitensi riuscirono ad aprirsi la strada attraverso la città distrutta, caduta completamente in mani loro solo il 12 aprile.

## Antefatti

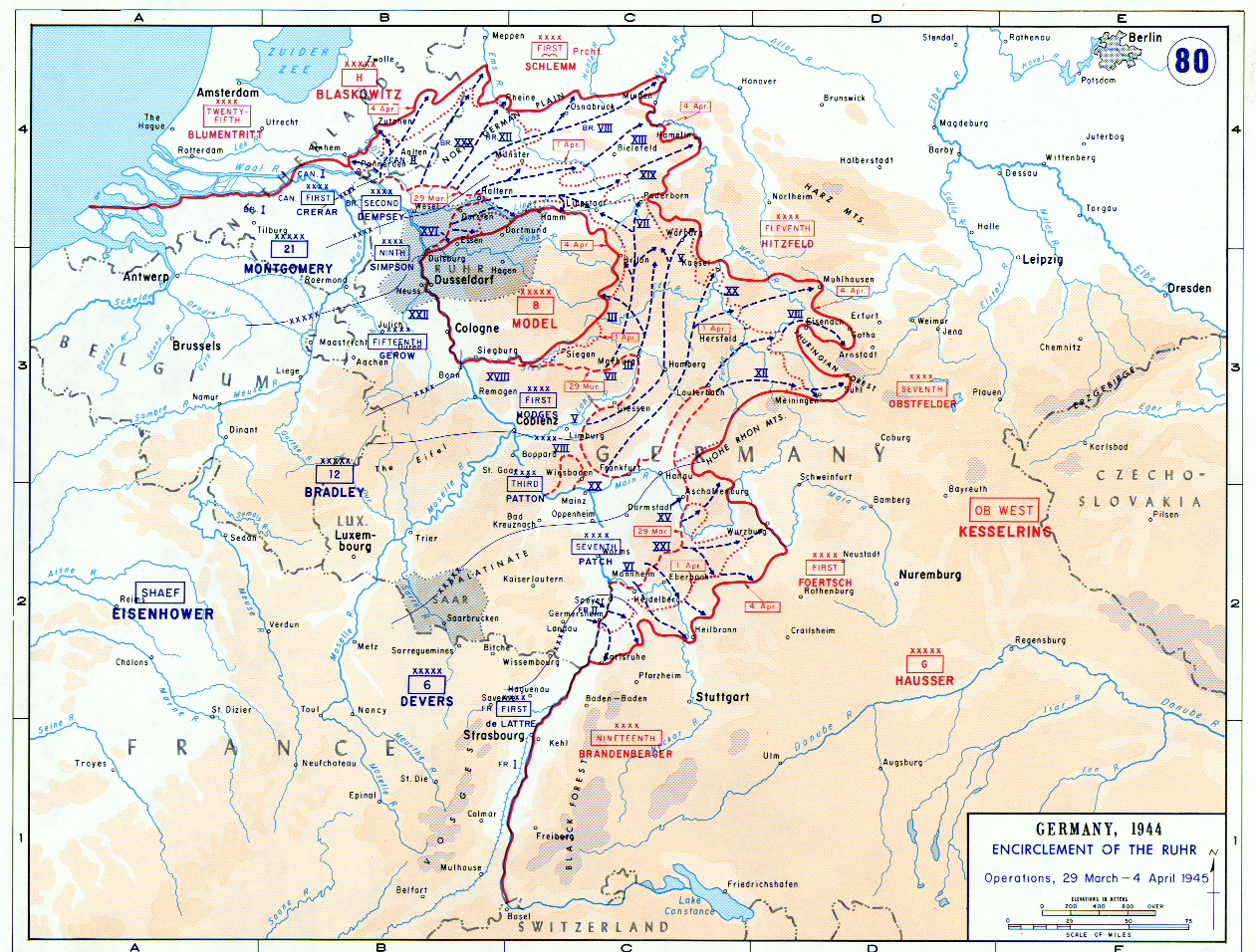
Carta della Germania occidentale con indicate le operazioni degli Alleati tra il 29 marzo e il 4 aprile 1945

Il 26 marzo 1945 i primi reparti della Seventh United States Army del generale Alexander Patch attraversarono il Reno nella zona di Worms, stabilendo rapidamente una testa di ponte sulla sponda orientale del fiume. Nei piani originari dell'alto comando degli Alleati occidentali, il compito assegnato ala Seventh Army era di proteggere da contrattacchi nemici il fianco destro della Third United States Army schierata più a nord, proiettatasi oltre il Reno nella notte tra il 22 e il 23 marzo a Oppenheim e impegnata, con altre forze alleate, come elemento meridionale dell'attacco a tenaglia volto ad accerchiare la zona industriale della Ruhr e le forze tedesche che la difendevano. La facilità con cui le forze statunitensi avevano forzato la linea del Reno dimostrò tuttavia che i tedeschi erano ormai in completo disfacimento e incapaci di organizzare contrattacchi significativi; alle forze di Patch furono quindi riassegnati obiettivi più ambiziosi. La Seventh Army divenne l'elemento settentrionale di una seconda ampia manovra di accerchiamento degli Alleati: l'armata sarebbe avanzata dal Reno verso sud-est in direzione della Baviera, aggirando sul fianco e avvolgendo le forze tedesche ancora schierate nella zona dell'Alto Reno e della Foresta Nera al fine di impedire loro di ritirarsi verso più favorevoli posizioni difensive nelle Alpi.
L'ala destra della Seventh Army era rappresentata dal VI Corps del generale Edward H. Brooks, incaricata di avanzare dal Reno verso est attraverso la regione collinare del Kraichgau, compresa tra il massiccio montuoso dell'Odenwald a nord e la Foresta Nera a sud; il corpo si mise in marcia il 1º aprile in direzione della serpeggiante valle del fiume Neckar con in testa i reparti corazzati della 10th Armored Division seguiti alle spalle dalla fanteria della 63rd e 100th Infantry Division. L'avanzata iniziale degli statunitensi procedette con rapidità, visto che le forze tedesche che li fronteggiavano (il LXXX. Armeekorps del generale Franz Beyer, parte della 1. Armee tedesca) erano deboli e disorganizzate: solo nel corso del primo giorno i carri della 10th Armored Division coprirono i due terzi della distanza che li separava dalle sponde del Neckar. Già il 2 aprile, tuttavia, la resistenza tedesca iniziò a farsi più determinata: scacciato dalla riva del Reno, il comandante della 1. Armee Hermann Foertsch decise di fare del Neckar la sua successiva linea di resistenza e, allo scopo, richiamò nel settore i reparti della 17. SS-Panzergrenadier-Division "Götz von Berlichingen", reduci da alcuni fallimentari contrattacchi contro il centro della Seventh Army statunitense nella regione dell'Odenwald. Dopo aver piegato la resistenza delle ostinate retroguardie tedesche che tentavano di ritardarne l'avanzata, la 10th Armored Division raggiunse il 3 aprile le sponde del Neckar nel punto dove a questo si unisce il fiume Jagst; nel frattempo, le forze tedesche andavano concentrandosi più a sud nei pressi dell'importante città di Heilbronn.

## Forze in campo

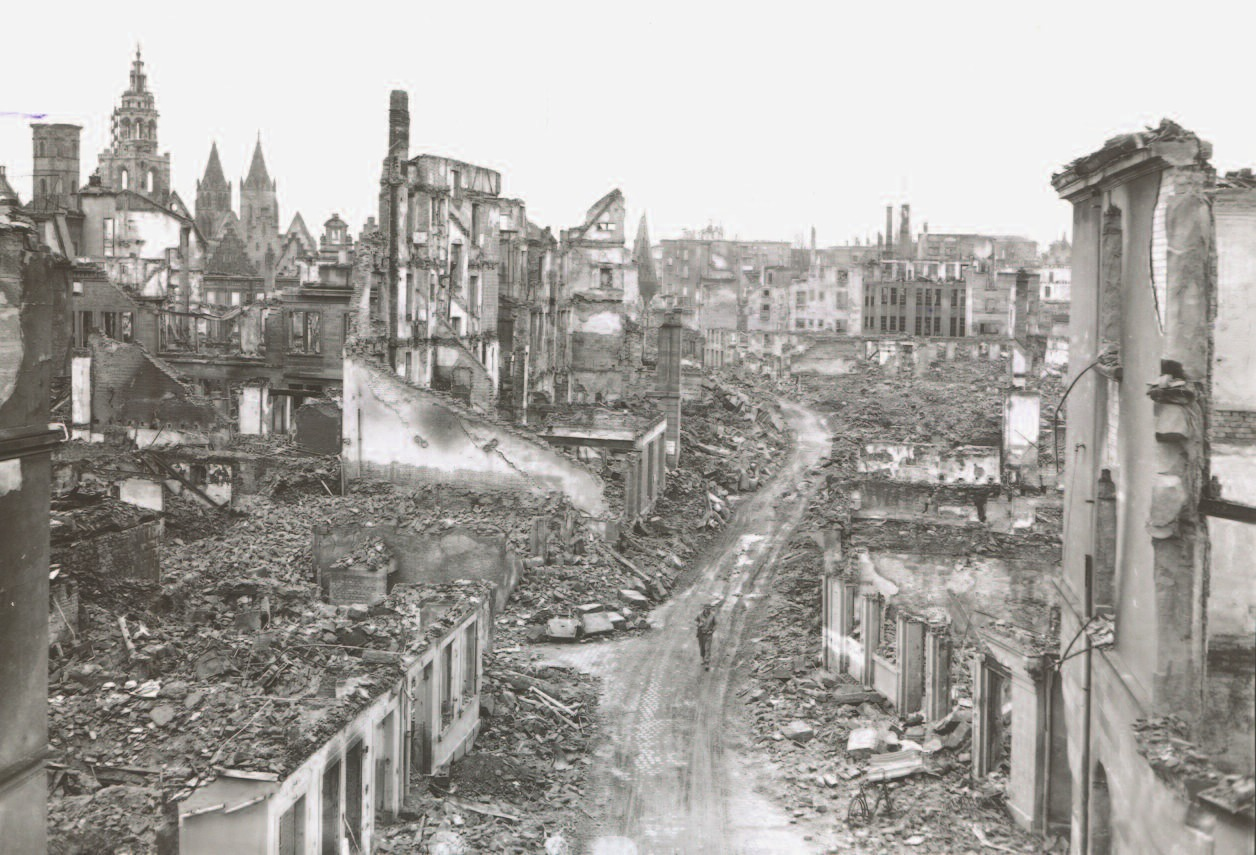
Una veduta del centro di Heilbronn dopo la battaglia; la città subì gravi danni durante la battaglia dell'aprile 1945, ma era già stata pesantemente bombardata dagli aerei alleati nel corso degli anni precedenti

Con una popolazione di circa 100000 abitanti prima della guerra, Heilbronn era all'epoca un centro industriale di spessore e un nodo ferroviario di importanza strategica, anche se la città aveva subito gravi danni nel corso dei bombardamenti aerei strategici condotti dagli Alleati sulla Germania; per quanto ridotto in rovina, il centro abitato costituiva ancora una solida posizione difensiva, protetta a ovest dal corso del Neckar, profondo e dalla forte corrente, e a nord, sud ed est da un semicerchio di colline che offriva buone postazioni di tiro per l'artiglieria tedesca. Foertsch assegnò il compito di difendere la città al XIII. Armeekorps del generale Max Bork: a parte la 17. SS-Panzergrenadier-Division del generale Georg Bochmann, praticamente l'unica divisione della 1. Armee ancora capace di dare battaglia con una certa coesione, le forze di Bork comprendevano i rimasugli di quattro divisioni di fanteria ormai sbandate e una serie di unità racimolate qui e là, tra cui alcuni reparti di addestramento reclute, battaglioni di genieri e addetti alle costruzioni, batterie dell'artiglieria antiaerea (FlaK) prima schierate a protezione delle industrie cittadine, distaccamenti locali della milizia nazionale (Volkssturm) composti da anziani e adolescenti fanatici della Gioventù hitleriana. Il LXXX. Armeekorps di Beyer prolungava ulteriormente la linea difensiva tedesca a nord di Heilbronn schierando lungo il Neckar e lo Jagst i resti di altre due divisioni di fanteria.
Brooks assegnò il compito di prendere Heilbronn alla 100th Infantry Division del generale Withers A. Burress: l'unità, attivata negli Stati Uniti nel novembre 1942 ma trasferita al fronte in Europa solo nell'ottobre 1944, si era fatta una buona reputazione di formazione combattente partecipando agli scontri in Alsazia a cavallo tra il 1944 e il 1945 e poi ancora nella Saarland durante la precedente operazione Undertone del marzo 1945. Burress aveva fama di comandante esperto ed efficiente ma anche attento a non sprecare la vita dei suoi uomini, a maggior ragione in una fase della guerra in cui l'esito del conflitto appariva ormai scontato. La 100th Division avanzò su Heilbronn lungo un fronte ampio, con due dei suoi tre reggimenti schierati in linea: il 397th Infantry Regiment guidava sulla sinistra l'avanzata verso la città, mentre sulla destra il 399th Infantry Regiment manteneva i contatti con i reparti alleati della 1re armée francese in marcia sulla sponda orientale del Reno; il 398th Infantry Regiment seguiva l'avanzata rimanendo in riserva alle spalle degli altri due reggimenti. Con i ponti di Heilbronn sul Neckar fatti tutti saltare in aria dai tedeschi, Burress puntava ad attraversare il fiume a Bad Wimpfen, circa tredici chilometri più a nord di Heilbronn, dove altri reparti della Seventh Army potevano dargli appoggio; la 100th Division avrebbe poi piegato a sud lungo la valle del fiume Kocher per attaccare Heilbronn dal retro. Nel mentre, tuttavia, la 10th Armored Division stava sperimentando difficoltà a proseguire la sua avanzata: la divisione aveva stabilito di slancio una testa di ponte oltre lo Jagst il 3 aprile, ma qui era rimasta bloccata dal fuoco dell'artiglieria tedesca. Il comando del VI Corps decise quindi di riorientare l'asse di avanzata della 10th Armored Division più a sud verso Heilbronn, e nel pomeriggio del 3 aprile ordinò alla 100th Division di distaccare un battaglione per stabilire una testa di ponte nelle vicinanze della città attraverso cui far passare i carri armati; Burress inviò quindi un battaglione del 398th Regiment ad attraversare il Neckar a nord-est del sobborgo di Neckargartach, poco più di due chilometri a nord di Heilbronn.

## La battaglia

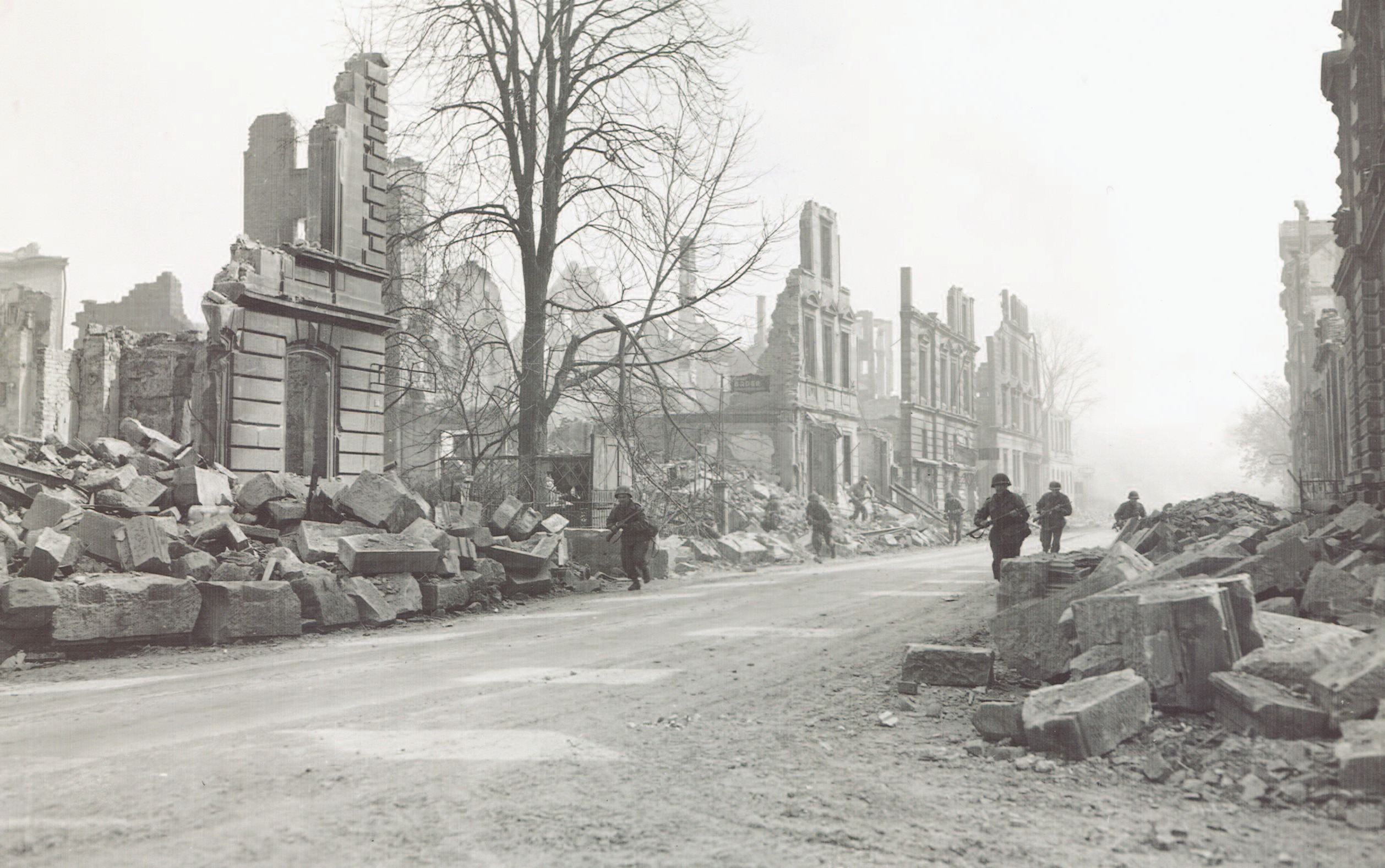
Soldati della 100th Division si muovono cautamente lungo una strada di Heilbronn

Protetti dall'oscurità che precedeva l'alba del 4 aprile, i fanti statunitensi iniziarono ad attraversare il Neckar a bordo di barche a remi, senza fuoco d'artiglieria preparatorio o cortine fumogene di protezione al fine di preservare l'effetto sorpresa; nonostante la traversata a remi del corso d'acqua richiedesse quindici minuti per essere portata a termine, essa si svolse senza incidenti e fu contrastata solo da uno sporadico fuoco di armi leggere. Entro le prime luci dell'alba il 398th Regiment aveva portato un intero battaglione sulla sponda orientale del Neckar: alcuni reparti mossero a sud verso un distretto industriale posto subito a settentrione dell'abitato di Heilbronn, mentre altri dirigevano a sud-est per occupare due alture dominanti soprannominate dagli statunitensi Tower Hill e Cloverleaf Hill. L'operazione procedeva bene quando, intorno alle 09:00, senza alcun preavviso i tedeschi sferrarono un furioso contrattacco: 1000 e più soldati tedeschi nascosti in case e fabbriche emersero all'improvviso e attaccarono i reparti statunitensi da tutte le direzioni, appoggiati dal fuoco di mitragliatrici, panzerfaust e cannoni antiaerei da 8,8 cm della FlaK che sparavano dalle alture a est di Heilbronn; varie unità tedesche riuscirono a infiltrarsi alle spalle degli statunitensi muovendo attraverso una rete di tunnel scavata sotto la città. Il reparto spintosi in avanti verso Tower Hill venne circondato e costretto a capitolare dopo aver esaurito le munizioni; il resto dei reparti statunitensi ripiegò in disordine verso il Neckar, asserragliandosi in una ristretta testa di ponte ampia poche centinaia di metri lungo la sponda del fiume nei pressi del settore industriale. La posizione era battuta dal fuoco tedesco, rendendo impossibile ai genieri statunitensi lanciare un ponte per far passare i carri armati.

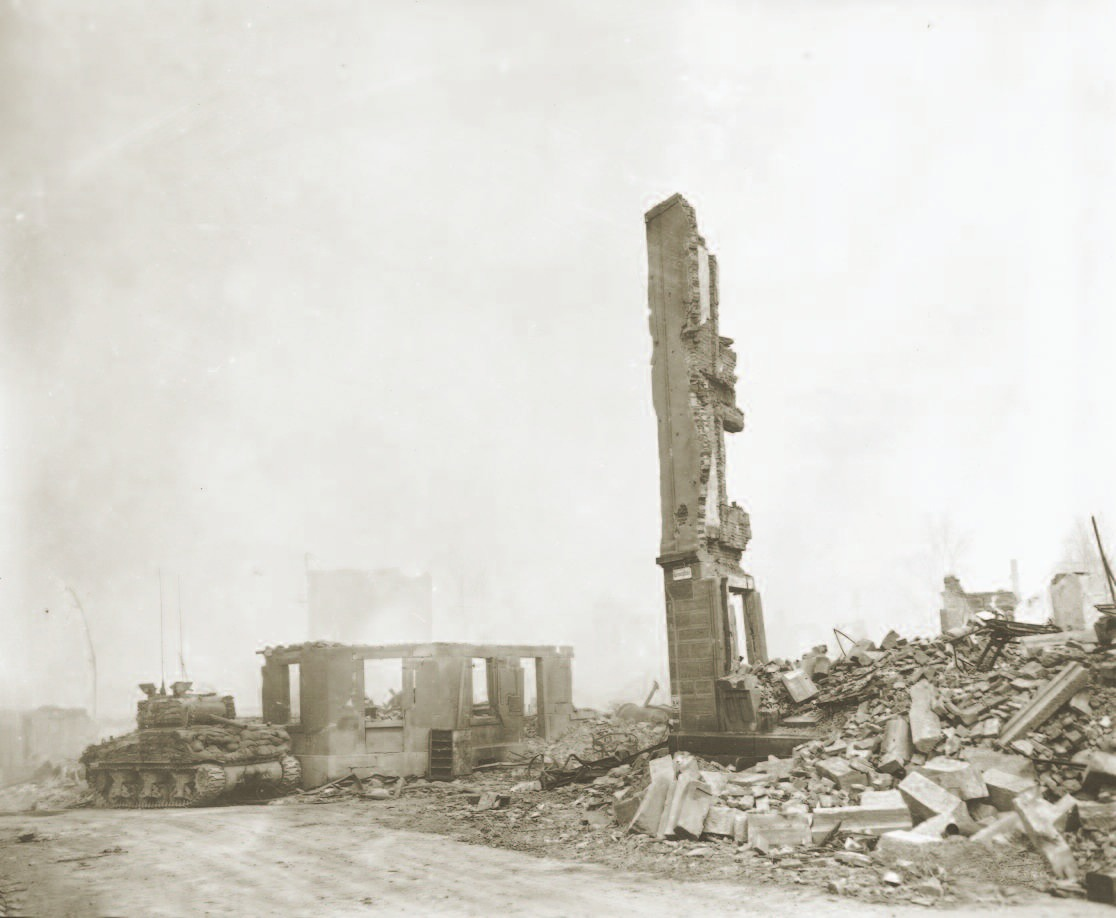
Un carro M4 Sherman statunitense sosta davanti ai resti di un palazzo di Heilbronn completamente raso al suolo

Per soccorrere le sue truppe ora a rischio di essere annientate, alle 14:00 Burress fece attraversare il fiume a un battaglione del 397th Regiment: protetta dalle cortine fumogene e dal fuoco dei mortai, l'unità riuscì a portarsi sull'altra riva senza danni, ma rimase subito bloccata in pesanti combattimenti in mezzo agli edifici del settore industriale e riuscì a espandere solo di poco la testa di ponte statunitense; ogni tentativo dei genieri statunitensi di lanciare un passaggio attraverso il fiume venne respinto dall'artiglieria tedesca,  che periodicamente distruggeva le passerelle assemblate sul corso d'acqua prima che venissero completate. Poco prima del calare del sole i tedeschi sferrarono un altro massiccio contrattacco contro la testa di ponte statunitense impiegando anche quattro carri armati, ma l'artiglieria pesante della 100th Division che sparava dalla sponda opposta del Neckar mise fuori uso i mezzi corazzati e gli statunitensi respinsero con facilità l'attacco sferrato sul terreno aperto; il fuoco dell'artiglieria d'appoggio statunitense si rivelò invece difficile da dirigere all'interno del settore industriale, dove gli edifici ostacolavano la visuale. Burress rinnovò l'azione la mattina del 5 aprile, facendo affluire nuove forze oltre il Neckar: intorno alle 11:00 un altro battaglione del 397th Regiment attraversò a remi il fiume e si unì ai due battaglioni asserragliati nella testa di ponte originaria a nord di Heilbronn; verso sera, invece, l'ultimo battaglione del 397th Regiment non ancora impegnato in azione attraversò il Neckar tre chilometri più a sud del primo punto di attraversamento statunitense, stabilendo una nuova testa di ponte proprio davanti al centro cittadino di Hielbronn. Burress estese poi il fronte d'attacco inviando, quello stesso 5 aprile, il resto del 398th Regiment ad attraversare il Neckar bene a nord di Heilbronn attraverso la testa di ponte stabilita dalla 10th Armored Division alla confluenza tra il Neckar e lo Jagst: il reggimento mosse quindi verso sud, ma rimase invischiato nei due giorni seguenti in combattimenti molto pesanti con i difensori tedeschi asserragliati nei villaggi della zona. Nel corso di una di queste azioni, il 7 aprile il soldato Mike Colalillo si guadagò una Medal of Honor (la terza e ultima ottenuta da un soldato della 100th Division) per i suoi attacchi alle posizioni tedesche nel villaggio di Untergriesheim.

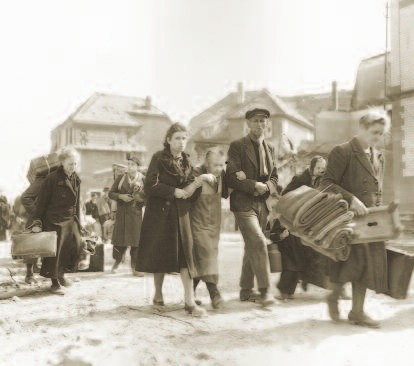
Civili tedeschi lasciano le loro case durante la battaglia

I combattimenti nel settore industriale e poi nelle zone residenziali di Heilbronn proseguirono feroci nel corso del 5 e 6 aprile, con gli statunitensi del 397th Regiment intenti ad aprirsi lentamente la strada in un dedalo di edifici demoliti che favoriva la guerriglia urbana dei difensori tedeschi; i combattimenti si svolgevano a distanza ravvicinata, e in almeno un caso un ufficiale statunitense diresse il fuoco dell'artiglieria d'appoggio direttamente sulla sua posizione per respingere un contrattacco tedesco. La resistenza tedesca alternava momenti di fanatismo ad altri di crollo improvviso: un contingente della Gioventù hitleriana asserragliato in un edificio tenne bloccata per diverso tempo l'avanzata di una compagnia statunitense, ma quando questa chiamò sulla posizione il fuoco dei mortai i tedeschi, adolescenti di età compresa tra i 14 e i 17 anni, gettarono le armi e corsero urlando verso gli statunitensi per arrendersi in massa; prima che potessero trovare la salvezza dietro le linee nemiche, sei di loro furono uccisi alle spalle dal fuoco aperto dai loro stessi ufficiali. La città era ancora piena di civili inermi, molti dei quali furono presi in mezzo al fuoco incrociato subendo dozzine di morti e feriti; la situazione fu aggravata dal fatto che i soldati tedeschi impiegavano come postazioni di combattimento le cantine delle case, dove spesso si trovavano anche i rifugi per i civili. Gli statunitensi cercarono quando possibile di evacuare verso le retrovie i non combattenti, comprese diverse centinaia di lavoratori schiavi sovietici e rumeni fuggiti dalle fabbriche della zona.
Protetti da generatori di fumo portati lungo la sponda del fiume, nel pomeriggio del 7 aprile i genieri statunitensi riuscirono a completare il primo ponte sul Neckar nel settore della seconda testa di ponte davanti al centro cittadino: una compagnia di carri armati (24 veicoli) e due plotoni di cacciacarri (9 veicoli) riuscirono a portarsi sulla sponda orientale del fiume prima che, dopo poche ore, il forte vento sollevasse la cortina fumogena consentendo all'artiglieria tedesca di demolire anche questo passaggio; furono necessari altri due giorni perché i genieri riuscissero a organizzare un traghetto per i mezzi pesanti, ma anche questo fu distrutto dall'artiglieria tedesca dopo essere riuscito a trasportare sulla sponda opposta solo qualche carri armato. Il piccolo numero di veicoli corazzati arrivato sulla sponda orientale diede comunque lo sperato appoggio alla fanteria statunitense per proseguire la sua lotta casa per casa attraverso i quartieri di Heilbronn. Contemporaneamente, Burress gettò in battaglia anche la sua ultima riserva, il 399th Infantry Regiment, che passò il fiume a sud del centro cittadino iniziando a liberare i sobborghi meridionali; da nord arrivò invece il grosso del 398th Regiment, che si impegnò a sgomberare i sobborghi settentrionali della città. Grazie al supporto di carri e artiglieria, entro il pomeriggio del 9 aprile il 397th Regiment si era assicurato in controllo di gran parte del centro città, anche se furono necessari altri due giorni per rastrellare gli ultimi difensori tedeschi rimasti asserragliati qui e là. La battaglia poté dirsi conclusa solo il 12 aprile, quando il 397th Regiment si assicurò il controllo delle collinne a oriente della città: distaccamenti statunitensi avanzarono cautamente su Tower Hill trovandola deserta, mentre contemporaneamente altre forze ripulivano la vicina Cloverleaf Hill dai pochi difensori rimasti. Quello stesso 12 aprile la città fu dichiarata sicura e genieri statunitensi poterono aprire un ponte al traffico veicolare.

## Conseguenze

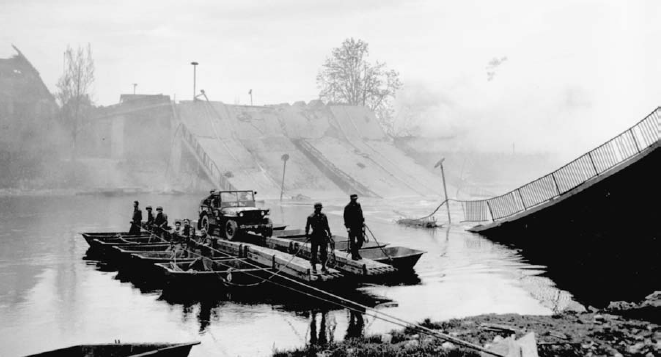
Genieri statunitensi traghettano una jeep attraverso il Neckar nei pressi di uno dei ponti di Heilbronn, fatto saltare in aria dai tedeschi

I nove giorni di battaglia a Heilbronn costarono alle forze statunitensi un totale di 60 morti in azione (85 secondo altra fonte), 250 feriti e 112 dispersi; non sono note le perdite tedesche in morti e feriti (probabilmente comunque superiori a quelle degli statunitensi), ma al termine della battaglia venne riportata la cattura di 1500 o 1800 prigionieri di guerra nella zona di Heilbronn. Per il loro comportamento nella battaglia, tre battaglioni della 100th Division furono insigniti dell'onorificenza della Presidential Unit Citation.
Con la 100th Division bloccata negli scontri a Heilbronn, il comando del VI Corps statunitense inviò la 10th Armored Division a tentare un'ampia manovra di aggiramento per aggirare e accerchiare le forze tedesche che difendevano la città. Il 5 aprile la divisione percorse quindi la sponda settentrionale dello Jagst fino a quando il fiume piegava a sud-est, raggiungendo un punto di passaggio sul fiume a Crailsheim e stabilendo il 6 aprile una testa di ponte sulla sponda occidentale da cui fosse possibile attaccare Heilbronn alle spalle e intrappolare in una sacca le forze tedesche che tenevano la città e la linea dello Jagst. Ancora una volta la reazione della 1. Armee tedesca sorprese gli statunitensi: mentre alcune unità tedesche rallentavano la marcia della punta avanzata della 10th Armored Division, Foertsch radunò alcuni reparti improvvisati appena organizzati e li lanciò il 7 aprile in un contrattacco da ovest e da est contro le linee di comunicazione della divisione, in pratica accerchiando a Crailsheim il corpo centrale degli statunitensi. La 10th Armored Division dovette attestarsi a difesa e contare sui rifornimenti trasportati per via aerea fino al 10 aprile, quando le riserve del VI Corps ruppero infine i blocchi stradali tedeschi e ristabilirono i contatti con i reparti circondati a Crailsheim. Solo il 14 aprile i carri della 10th Armored Division si ricongiunsero alla 100th Division a Heilbronn, troppo tardi per prendere in trappola le unità tedesche che riuscirono a ritirarsi dalla linea dello Jagst senza essere accerchiate.
Il VI Corps trascorse alcuni giorni a riorganizzarsi dopo la dura prova subita a Heilbronn. Il piano prevedeva che il corpo raggiungesse il suo obiettivo finale, Stoccarda, prima che le unità francesi della 1re armée si inoltrassero nella Foresta Nera per rastrellare le forze tedesche accerchiate; visto che gli statunitensi erano rimasti attardati a Heilbronn, le unità francesi avanzarono con più decisione andando anche oltre gli obiettivi prefissati, sfruttando la debolezza delle forze tedesche che le fronteggiavano. Dopo aver tagliato in due le unità nemiche dislocate nella Foresta Nera, i francesi piegarono a ovest e iniziarono ad accerchiare l'area di Stoccarda da meridione, obbligando i reparti della 1. Armee di Foertsch a organizzare una precipitosa ritirata per evitare di rimanere schiacciati tra gli statunitensi a nord e i francesi a sud; questo semplificò le operazioni del VI Corps, la cui marcia attraverso le campagne della Svevia non incontrò che una scarsa resistenza. L'operazione fu quindi coronata, il 22 aprile, dall'ingresso delle forze francesi a Stoccarda: circa 28000 tedeschi rimasero intrappolati tra le forze alleate avanzati, e a quanto restava delle unità della Wehrmacht nella Germania sud-occidentale non restò altro che ritirarsi in direzione dell'Austria.